# Бузилов, Юрий Тарасович
Юрий Тарасович Бузилов (9 февраля 1928, Камбарка, Уральская область — 10 июня 1984) — советский учёный в области экономики, организации и планирования сельского хозяйства, член-корреспондент ВАСХНИЛ (1973).

## Биография
Родился в г. Камбарке Удмуртской АССР в семье служащего.
В 1951 году окончил экономический факультет Московской сельскохозяйственной академии им. К. А. Тимирязева, затем там же аспирантуру (1954), затем до 1964 г. там же — научный сотрудник кафедры организации социалистических с.-х. предприятий.
С 1965 г. заведующий отделом, заместитель директора по науке, с 1972 г. директор ВНИИ экономики, труда и управления в сельском хозяйстве (ВНИЭТУСХ).
Доктор экономических наук (1973), профессор (1974), член-корреспондент ВАСХНИЛ (1973).
Похоронен на Кузьминском кладбище.
Награждён орденами Трудового Красного Знамени, Дружбы народов и медалями ВДНХ.

## Труды
- Техническое нормирование в сельском хозяйстве. — М.: Сельхозиздат, 1965. — 288 с. — (Учеб. и учеб. пособия для с.-х. техникумов).
- Временное руководство по проектированию норм численности рабочих, занятых на обслуживающих работах в животноводстве / соавт. В. Рагуш; Всерос. НИИ экономики, труда и упр. в сел. хоз-ве. — М.: Россельхозиздат, 1973. — 64 с.
- Организация труда в промышленных животноводческих комплексах / соавт. И. Н. Буробкин. — М.: Россельхозиздат, 1973. — 223 с.
- Коллективный подряд на сельскохозяйственном предприятии: опыт работы, метод. рекомендации / соавт.: Ф. Г. Арутюнян и др. — М., 1984. — 112 с. — (Б-чка сел. профсоюз. активиста. 1984. № 3).